# São Leopoldo
São Leopoldo, amtlich portugiesisch Município de São Leopoldo, gehört zum Ballungsraum von Porto Alegre im südlichsten brasilianischen Bundesstaat Rio Grande do Sul. Bekannt ist die Stadt als die „Wiege der deutschen Einwanderung in Brasilien“, portugiesisch: o berço da imigração alemã no Brasil. Sie war die erste dauerhafte deutsche Kolonie des Landes. Die nach Maria Leopoldine von Österreich benannte Stadt hatte zum 1. Juli 2021 geschätzt 240.378 Einwohner.

## Geografie
São Leopoldo hat die Koordinaten 29° 46' Süd und 51° 09' West. Es liegt im Vale do Rio dos Sinos, dem Tal des Rio dos Sinos, 35 km nördlich von Porto Alegre und 10 km südlich von Novo Hamburgo.
Die Fläche beträgt 102 km² und es liegt 26 m über dem Meeresspiegel. Das Klima ist subtropisch mit einer mittleren Jahrestemperatur von 19 °C.

## Geschichte
Die Geschichte der Gemeinde ist eng mit der deutschen Einwanderung in Brasilien verbunden. Am 25. Juli 1824 erreichten die ersten 38 (oder 126, lt. anderer Quelle) deutschen Einwanderer die Feitoria, ein nicht mehr funktionierendes Staatsgut, in der dann so genannten Colonia Alemã de São Leopoldo. Das Koloniegebiet reichte (heutige Städtenamen) von Esteio im Süden bis Caxias do Sul im Norden, von Taquara im Osten bis Porto dos Guimarães (São Sebastião do Caí) im Westen. Weitere Einwandererwellen besiedelten die Region. Sie galten als sehr arbeitsam und arbeiteten nicht nur als „Bauern“, sondern auch als „Handwerker“. Bis 1830 waren schon 3700 Einwanderer gekommen. Von 1835 bis 1844 geriet die Kolonie in Bürgerkriegswirren und wurde fast ausgelöscht. Es wurden aber weitere Auswanderungswillige in Deutschland gesucht, ihnen wurde vom brasilianischen Staat freie Überfahrt, Land (130 acres), Saatgut und Geld für die ersten zwei Jahre gegeben.
Schon am 1. April 1846 wurde die Stadt gegründet, d. h. unabhängig von Porto Alegre.

## Wirtschaft und Verkehr
Die handwerkliche Produktion bildete den Kern einer frühen Industrialisierung mit heute breit gefächerter Produktion. Der Index der menschlichen Entwicklung (HDI) liegt bei 0,747, was als hoch eingestuft wird.
Das Bruttoinlandsprodukt betrug 2014 6,7 Mrd. Reais, São Leopoldo liegt somit an neunter Stelle der Munizips in Rio Grande do Sul.
Kurz vor der Jahrtausendwende wurde die Stadt an das S-Bahn-Netz Trensurb von Porto Alegre angeschlossen.

## Bildung
São Leopoldo ist der Sitz der renommierten Universidade do Vale do Rio dos Sinos (Unisinos). Sie wurde mehrfach als beste Universität in privater Trägerschaft im Bundesstaat Rio Grande do Sul und als eine der besten Privathochschulen landesweit ausgezeichnet.

## Sehenswürdigkeiten

### Bauwerke
- Igreja Nossa Senhora da Conceição, katholische Kirche im neogotischen Stil von 1865.
- Igreja de Cristo, evangelische Kirche im neogotischen Stil von 1911.
- Santuário Sagrado Coração do Jesus, katholische Kirche, erbaut 1958–1968, im Inneren: Grab von P. Johann Baptist Reus, daneben: Jesuiten-Friedhof.
- Sociedade Orpheu, ältester Gesellschafts-Club Brasiliens, gegründet 1858.
- Ponte 25 de Julho, historische Eisenbrücke über den Sinos-Fluss.
- Praça do Imigrante, Platz mit dem Einwandererdenkmal von 1924.

### Museen
- Museu Histórico Visconde de São Leopoldo, Historisches Museum zur Geschichte der Einwanderung und Kolonisation in São Leopoldo, gegründet 1959, seit 1985 in einem Neubau, enthält außerdem ein historisches Archiv mit 140.000 Dokumenten, 38.000 Zeitungen, 13.000 Fotografien und einer Bibliothek von 9.000 Bänden über die Geografie, Geschichte, Kunst und Kultur von Rio Grande do Sul.
- Casa do Imigrante, Gebäude der ehemaligen Feitoria (Fabrik) von 1788, diente als provisorische Unterkunft der ersten deutschen Einwanderer 1824, im März 1992 unter Denkmalschutz gestellt, beherbergt heute ein Museum mit Gegenständen zur deutschen Einwanderung, darunter Möbel, Waffen, Haushaltsgerät, landwirtschaftliche Geräte und Werkzeuge.
- Museu do Trem, Eisenbahn-Museum im alten Bahnhof von 1874, enthält Dokumente und Gegenstände zur Geschichte der Eisenbahn in Rio Grande do Sul, darunter historische Eisenbahnwagen.

## Söhne und Töchter
- João Aloysio Hoffmann (1919–1998), römisch-katholischer Geistlicher, Bischof von Erexim
- Renan Dal Zotto (* 1960), Volleyballspieler und -trainer
- Edson Batista de Mello (* 1964), römisch-katholischer Geistlicher, Bischof von Cachoeira do Sul